# Dubiraphia quadrinotata
Dubiraphia quadrinotata là một loài bọ cánh cứng trong họ Elmidae. Loài này được Say miêu tả khoa học năm 1825.